# Enfermedad del ojo azul
La enfermedad del ojo azul, es una enfermedad infecciosa que afecta a los cerdos. Está provocada por un virus de la familia rubulavirus, designado como paramixovirus  La  Piedad,  Michoacán, o en abreviatura PVLPM. Los primeros casos se detectaros en Michoacán (México) en 1980. Provoca encefalitis y enfermedad respiratoria en los lechones, mientras que en los animales adultos causa fallos reproductivos. En ocasiones tanto en lechones como en adultos ocasiona opacidad de la córnea. La infección se transmite entre animales por vía respiratoria, el periodo de incubación oscila entre 3 y 5 días. No existe tratamiento eficaz.